# Apsorbovana doza
Apsorbovana doza ili punim nazivom apsorbovana doza jonizujućeg zračenja (skraćeno doza; D) je količina energije jonizujućeg zračenja koju apsorbuje hemijska materija na koju zračenje deluje. Apsorbovana doza se meri u Gy (grej; Gy = J/kg). Jedan grej (Gy) predstavlja 1 J (džul) energije koju je jonizujuće zračenje predalo 1 kilogramu (kg) materije. Učinci zavise ponajviše o apsorbovanoj energiji i osobinama materije koja je energiju apsorbovala.
Pre uvođenja SI jedinica, jedinica za apsorbovanu dozu bila rad (engl. Radiation Absorbed Dose). Pri tome 1 Gy =100 rad. Dakle rad je 100 puta manja jedinica od Gy. Apsorbovana doza se može meriti na više načina, ali u praksi se meri, nego se informacija o apsorbovanoj dozi dobija poznavanjem ili određivanjem ekspozicije.
Kada se leči rak usled jonizujućeg zračenjem, lekar će obično propisati radioterapiju u grejima (Gy). Ukoliko se govori o opasnosti ili riziku od jonizujućeg zračenja, onda se govori o ekvivalentnoj dozi, a SI izvedena merna jedinica je sievert (Sy).

## Doze jonizujućeg zračenja
Doze jonizujućeg zračenja označavaju količinu predane energije jonizacionog zračenja određenoj masi materije. Naime, jonizujući zrak prolazeći kroz materiju se sudara s atomima i predaje im svoju energiju, što za posledicu ima jonizaciju atoma, odnosno molekula.

### Brzina apsorbovane doze
Brzina apsorbovane doze je količina energije jonizujućeg zračenja koje upija ili akumulira jedinica materije u jedinici vremena. Izražava se u Gy/s (=Jkg-1s-1). Veličina brzine apsorbovane doze je bitna jer od nje zavise učinci jonizujućeg zračenja na živu materiju. Ukoliko dve jedinke apsorbuju istu dozu zračenja, ali u različitom vremenu, dakle s različitom brzinom apsorbovane doze, posledice će biti različite. Radi ilustracije, brzinu apsorbovane doze se može uporediti s intoksikacijom alkoholom. Dakle, veće količine alkohola raspoređene tokom dugog vremena će jetra bez većih šteta detoksikovati. Za razliku od toga, ista količina alkohola u kratkom vremenu će biti jako štetna.

### Ekspozicija
Ekspozicija je zbir električnih naboja svih jona istog naboja stvorenih u jedinici mase materije pri prolasku rendgenskih ili gama zraka. Skraćenica za ekspoziciju je X, a jedinica za ekspoziciju je C/kg (kulon po kilogram). C/kg je ona količina rendgenskog ili gama zračenja koja će u kg materije (vazduhu) stvoriti jone ukupnog naboja od 1 kulona. Jedinica ekspozicije izvan SI sistema je rendgen (R); 1C/kg = 3867 R.
Brzina ekspozije je ekspozicija po jedinici vremena i izražava se kao (C/kg)/s = C/(kgs).